# Mohamed Abdullahi Mohamed

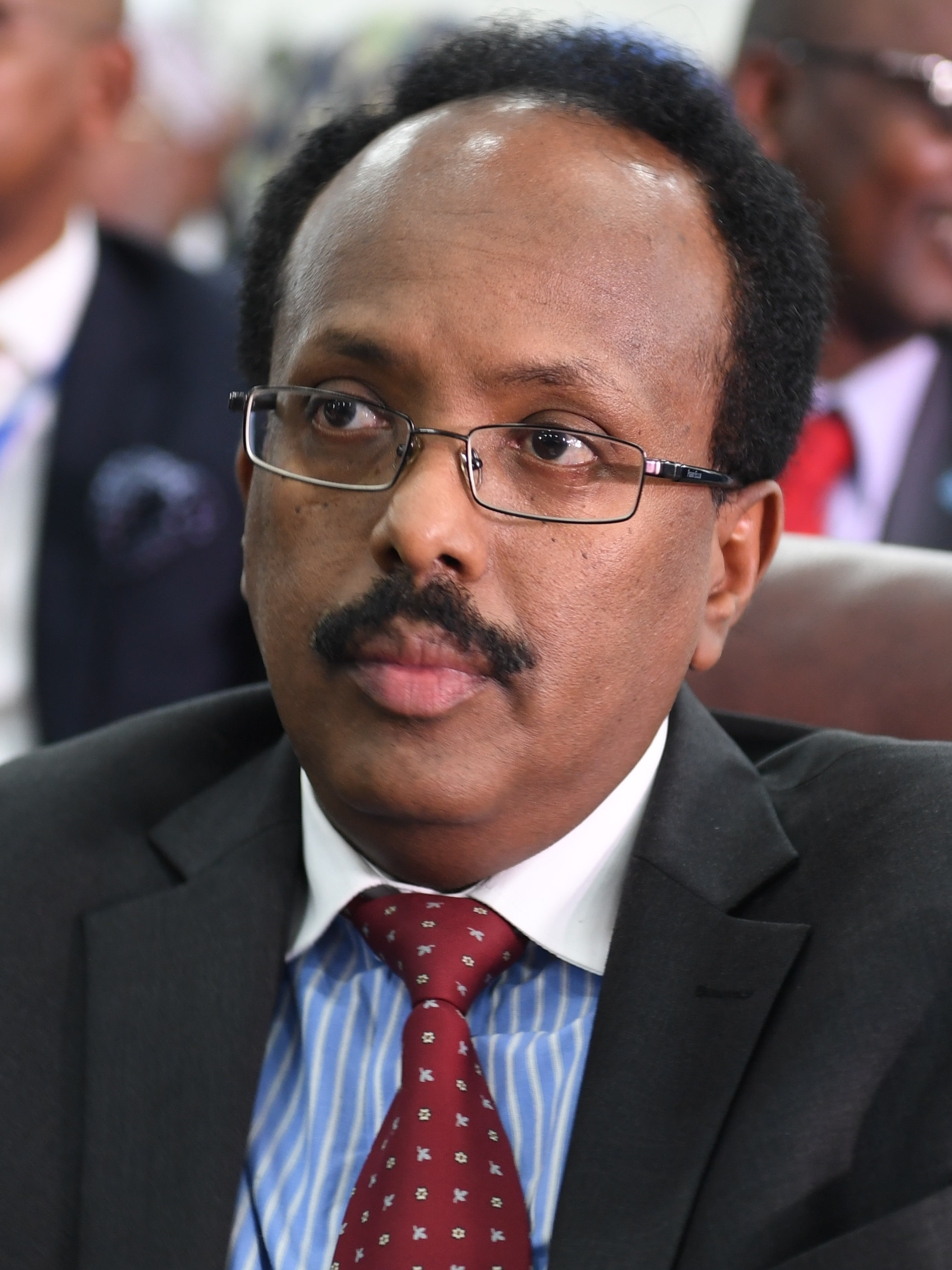
Mohamed Abdullahi Mohamed.

Mohamed Abdullahi "Farmajo" Mohamed (somaliska: Maxamed Cabdulaahi Maxamed Farmaajo; arabiska: محمد عبد الله محمد), född 5 maj 1962 i Mogadishu, är en somalisk och tidigare amerikansk diplomat, professor och politiker. Han var den nionde presidenten i Somalia, från 2017 till 2022. Han var dessförinnan Somalias premiärminister från november 2010 till juni 2011, och är grundare och tillika ordförande för Tayopartiet. Han blev landets president den 16 februari 2017 efter att ha vunnit presidentvalet den 8 februari samma år.

## Biografi
Mohamed föddes i Mogadishu i en marehanfamilj. Mohamed, som kallas för ”Farmajo”, härstammar från Gedoregionen som ligger i den södra delen av landet.
Mohameds föräldrar var aktivister knutna till Somali Youth League (SYL), Somalias första politiska parti. Under 1970-talet arbetade hans far som tjänsteman på det nationella transportdepartementet.
Mohamed gick på en internatskola i Somalia. Mellan 1989 och 1993 studerade han för en kandidatexamen i historia vid University at Buffalo i Buffalo, New York. Han följde upp denna examen år 2009 med en magisterexamen i statsvetenskap (American Studies) vid University at Buffalo. Hans uppsats hade titeln U.S. Strategic Interest in Somalia: From the Cold War Era to the War on Terror ("USA:s strategiska intressen i Somalia: från kalla kriget till kriget mot terrorismen").
Vid sin utnämning till president var Mohamed både somalier och amerikan, men han avsade sig det amerikanska medborgarskapet två år senare.